# Wurzel-Jesse-Kanzel (Dettelbach)

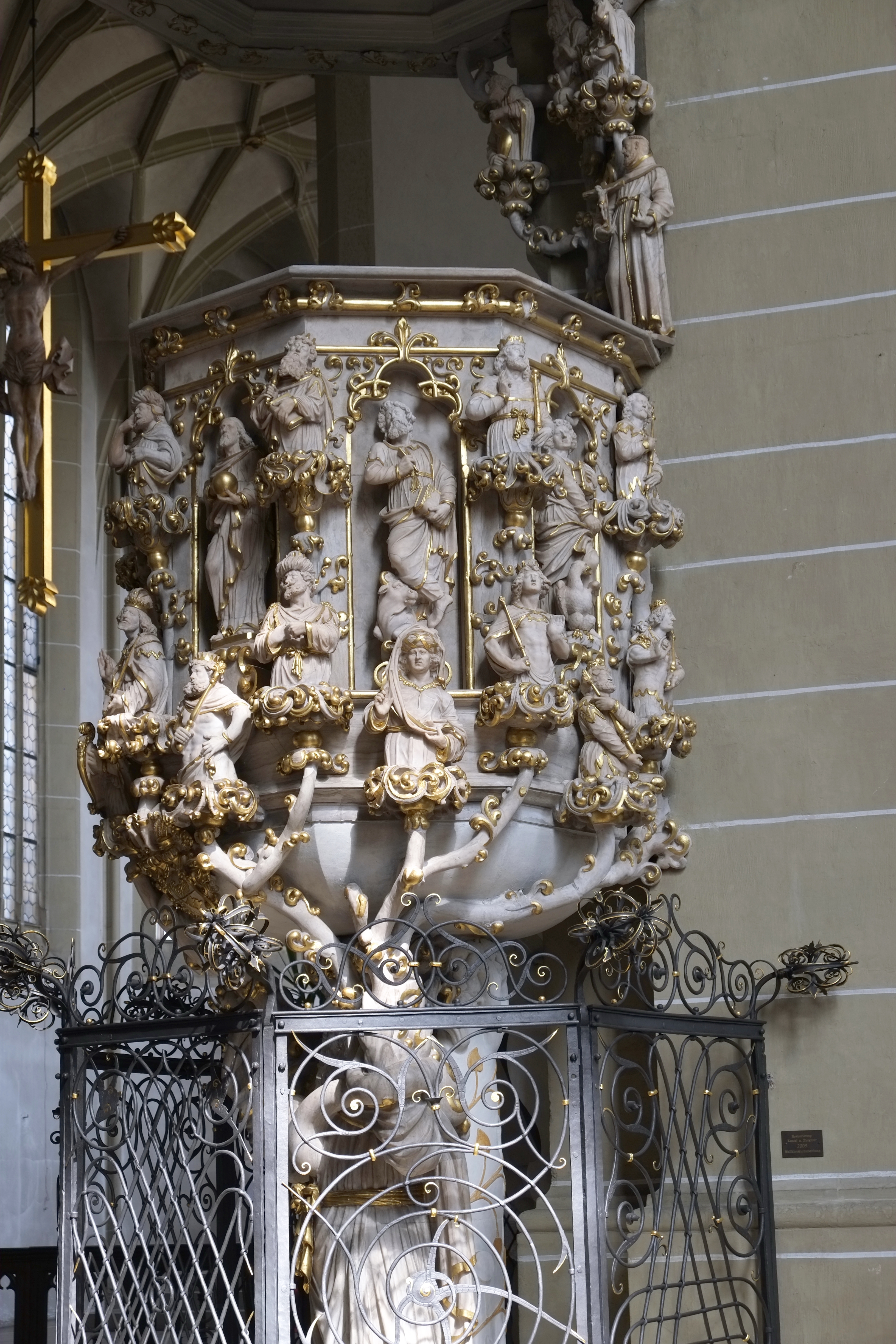
Kanzel in der Wallfahrtskirche Maria im Sand

Die Wurzel-Jesse-Kanzel in der Wallfahrtskirche Maria im Sand in Dettelbach, einer Stadt im Landkreis Kitzingen in Bayern, wurde 1626 geschaffen. Die Kanzel ist als Teil der Kirchenausstattung ein geschütztes Baudenkmal.

## Beschreibung
Die barocke Kanzel an der Südostecke des rechten Querflügels wird von der Figur des Jesse, des Vaters Davids, getragen. Von hier ausgehend wird das Motiv der Wurzel Jesse dargestellt. Aus der Brust des Jesse, der einen langen Bart und einen Turban trägt, wachsen Äste mit den Königen von Israel und Juda empor zum Kanzelstuhl und enden im Wipfel mit der Figur Mariens. Die gekrönten Halbfiguren aus Alabaster stellen die 27 Ahnen Christi dar. An der Außenwand der Kanzeltreppe werden die vier Kirchenväter und in den Nischen des Kanzelkorpus der Erlöser und die vier Evangelisten dargestellt. Die Figur des Johannes des Täufers findet sich zwischen der Treppe und der Kanzel. Die Gestalt des Franz von Assisi ist auf der Kanzelbrüstung zu sehen. Ein liegender Löwe trägt die Treppe. Der untere Bereich der Kanzel ist von einem Gitter umgeben.

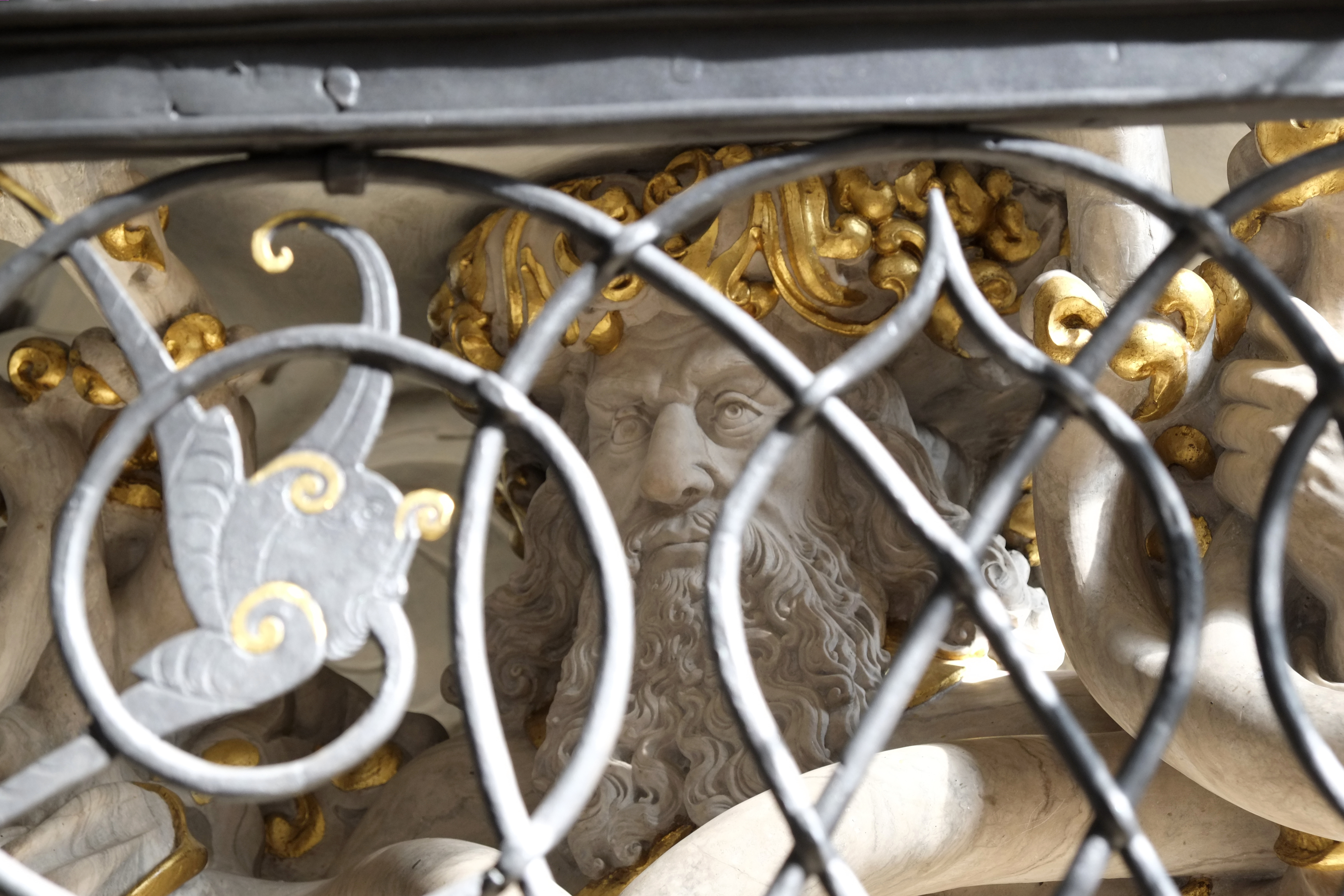
Jesse